# Sito archeologico di Salzgitter-Lebenstedt
Il Sito archeologico di Salzgitter-Lebenstedt, scoperto nel 1953 nella città della Bassa Sassonia di Salzgitter rappresenta (al 2023) il sito più settentrionale che testimonia la presenza di Neadertaliani. Il sito ha dato alla luce anche numerosi resti di animali, offrendo rilevanti informazioni sulle abitudini di caccia dei nehadertaliani.
Alfred Tode, il primo scavatore, ha datato il sito al periodo glaciale della Vistola nel 1953. In seguito, sulla base di confronti, è stato datato anche molto prima, cioè al periodo glaciale della Saale. Le indagini degli anni '90 hanno utilizzato la datazione al radiocarbonio per arrivare a un'età minima di 50.000 anni; oggi il sito è solitamente datato a 58.000-54.000 anni fa.

## Descrizione del sito
Il sito all'aperto è considerato una delle presenze più settentrionali del Micochiano in Germania. Si trova all'estremità meridionale delle pianure dell'Europa settentrionale, a un'altitudine di poco meno di 82 m sul livello del mare, ed è stato scoperto nei sedimenti di terrazzamento del Fuhse, dove si apre la valle fluviale di un'ampia pianura alluvionale. Il gruppo cacciava probabilmente tra la fine dell'estate e l'autunno; il suo accampamento era situato in un meandro del Krähenriede, direttamente alla sua confluenza con la valle del Fuhse. 60.000 anni fa, qui si trovava la valle primordiale del Fuhse, profondamente incisa.
Non si sa se i mammut siano stati uccisi dall'uomo di Neanderthal, ma non si ritiene che fossero animali regolarmente cacciati qui. Poiché la renna  domina qui con almeno 86 individui, per lo più adulti, sui quali solo raramente sono state trovate tracce di alimentazione da parte di predatori, si tratta probabilmente di un gruppo di cacciatori di renne specializzati.
Lebenstedt è il sito della Germania settentrionale in cui è stato possibile ricostruire al meglio la sistematica della caccia e della decomposizione delle prede. Questo ha dimostrato che, invece di cacciare pochi animali alla volta a seconda delle necessità, venivano catturati diversi grandi mammiferi durante un'unica battuta di caccia. Venivano inoltre privilegiati gli animali di circa otto-nove anni, che da soli rappresentavano più di un terzo degli animali che avevano un'età compresa tra uno e tredici anni al momento dell'uccisione. Circa nove renne avevano meno di due anni e mezzo e tre avevano tra i tre e i sei mesi. Poiché si pensa che le renne abbiano partorito in maggio o giugno, la caccia è avvenuta probabilmente tra agosto e ottobre.
Le ossa venivano tagliate alla ricerca del midollo osseo. Venivano privilegiati gli animali adulti, mentre quelli giovani venivano evitati da questo punto di vista. I cacciatori rifiutavano anche le ossa meno ricche di midollo, come le dita dei piedi o le mandibole. D'altra parte, la maggior parte delle ossa metatarsali veniva aperta. La tecnica utilizzata per ottenere il midollo era chiaramente standardizzata.
Lebenstedt è uno dei siti più importanti per i coltelli a cuneo e le punte d'osso. Si è scoperto che i circa 30 utensili in osso erano stati ricavati da ossa di mammut, principalmente da costole e perone. Tra questi c'era una lama d'osso (punta d'osso), un reperto estremamente raro per il Paleolitico medio. Ciò dimostra che l'intaglio era già una tecnica di lavoro comune a quell'epoca. 
Anche i depositi locali di selce baltica sono stati lavorati intensamente, con testimonianze di tutte le fasi della catena operativa della produzione di scaglie Levallois, nonché della rielaborazione degli stampi secondo il modello micoquien. La stragrande maggioranza dell'inventario di selce è stata prodotta sul posto, il che indica un periodo di occupazione più lungo, ossia un campo di caccia durante i mesi autunnali.